# Pedagógus

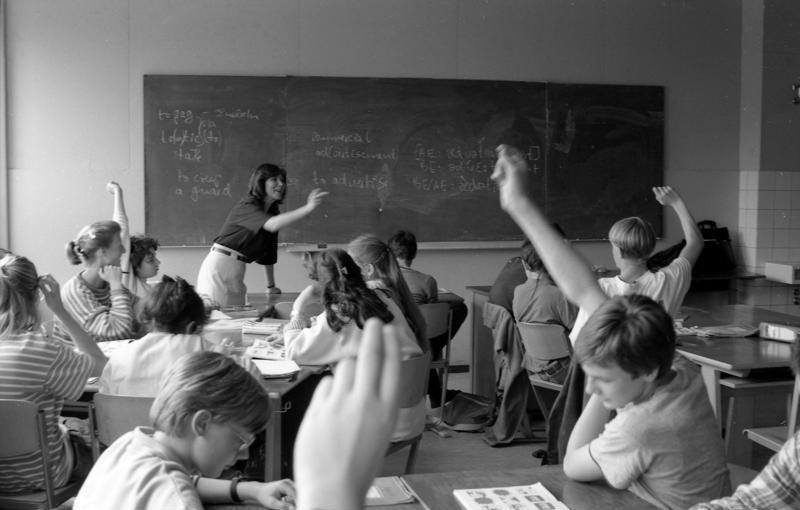
Pedagógus munka közben

A pedagógus elnevezés az ógörög paidagogosz szóból származik, jelentése: gyermekvezető (ógörögül: παιδαγωγός). Ez egy összetett szó, amely két részből áll: a paisz, paidosz, azaz fiú, és az agogosz, azaz kísérő tagszavakból. A jelentés tartalmának eredete arra vezethető vissza, hogy az ókori rómában a szabad polgárok gyermekeit görög rabszolák kísérték az iskolába. A pedagógusnak a tanításon és nevelésen kívül igazodnia kell bizonyos külső körülményekhez is, szerepköre rendkívül komplexnek tekinthető (Kozma Tamás a pedagógus szerepeit 3 nagyobb feladatkörben határozta meg. A pedagógus tanít, nevel, illetve adminisztrál.). De többek között tartozik a kollégákkal, diákokkal, illetve a szülőkkel való gördülékeny együttműködés, amely feladat útjába gyakorta jókora kihívást állít, a másik fél potenciális unineligens hozzáállása. A pedagógusok amennyi hatalommal bírnak, olyannyira ki is vannak szolgáltatva önnön helyzetüknek.

## Történeti áttekintés
A pedagógusok feladata és szerepe a különböző korszakokban igencsak eltérőnek mondható. Összevetve egy mai pedagógust az ókori vagy középkori megfelelőjével, jelentős különbségek állapíthatóak meg, ám ennek ellenére mégis vannak olyan közös momentumok, amelyek mindegyik korszakban azonosak voltak. Ilyen a tanítás és nevelés, illetve a tudás átadásának a fontossága. A különbségek leginkább a módszerekben mutatkoznak. Ezen kívül bizonyos szinten az oktatási intézmények működése is befolyásolta a szerepkörük változását az idők folyamán, mivel ezen struktúrális eltérések jelentős hatással bírtak a pedagógusi feladatkör alakulásának szempontjából.

### Ókor
A Kr. e. II–I. évezred során már jelen voltak az oktatás intézményesült formái, amiből következik, hogy pedagógusok már ekkor is léteztek. Ez az intézményesülés Mezopotámiát, Egyiptomot, Indiát és Kínát érintette. Mezopotámiában ebben az időszakban kialakult egy független szabad értelmiségi réteg, akik a tábla házának a tanárai voltak és az oktatás mellett a neveléssel is foglalkoztak, ami abban nyilvánult meg, hogy fegyelmezés céljából különféle testi fenyítéseket alkalmaztak. Egyiptomban írnokképző iskolák jelentek meg intézményesült formában. Itt a tanításal írnokok foglalkoztak, akik utánzás, gyakoroltatás módszereivel igyekeztek átadni a tudásukat az akkori nebulók számára. Itt neveléssel nem találkozunk, ami azzal is magyarázható, hogy e helyüt elsősorban felnőtt emberek tanultak és ilyenkor már nincs szükség neveltetésre. Egyiptomnál még az is érdekes, hogy a gazdagabb családoknál magánnevelők tanították a gyermekeket, tehát a pedagógusnál nem volt szükséges feltétlen oktatási intézmény megléte. Indiánál is hasonló momentumokkal találkozunk, ami érdekes, hogy a kasztok alapján szerveződött a tanítás, amely a tanító házában valósult meg. Itt a gyermekek 4-5 hónapot töltöttek el. Nevelésnél használták a testi fenyítést, de ennek speciálisabb fajtáját, ugyanis nem veréssel neveltek, hanem éheztetéssel, hideg vízben való megfürdetéssel, illetve a tudástól való eltiltástól. Indiában az oktatásra a buddhizmus megjelenése nagy hatással volt, ekkor jelentek meg a buddhista papok, akik a tanítást vezették. Kínában a falvakban magántanítók tanítottak, tehát itt nem volt intézményesült formában oktatási intézmény, erre egyedül csak a városokban volt lehetőség, amelyet a kormány létesített. Az oktatás itt ingyenes volt, az alapiskolába a diákok 5-től 10 éves korig jártak, befejezéskor pedig vizsgát tettek. Itt fontos megjegyezni, hogy csak fiúgyermekek tanulhattak, de a gazdagabb családoknál lehetőség volt arra, hogy a leányaikat magántanítókkal oktassák.
Hellászban a Kr. e. 8. század elején alakultak ki a poliszok. Ekkoriban még nem beszélhetünk egységes Görögországról, mindegyik polisz egy-egy különálló városállamnak felelt meg, amelyek gyakran egymással is háborúban álltak. A legfejlettebb poliszok közül Spártát és Athént érdemes kiemelni, ugyanis a nevelési szokásaik jelentősen eltértek egymásétól. Spárta a többi poliszhoz való egyedi helyzete miatt érdekes, ami a nevelésben is megnyilvánul, míg Athén az a polisz, ahol a legjobban ki tudott bontakozni a többi poliszhoz képest az oktatás intézményesült formája. Spártában a gyermekek korán el lettek szakítva szüleiktől és közös táborokban sajátították el azokat az ismereteket, amelyekre egy jó spártai katonának szüksége volt. Itt a paidanomoszok, gyermekfelügyelők neveltek és tanítottak, de a tudásnál csak azt tartották fontosnak, ami egy katonánál elengedhetetlen. A paidanomoszok csak a legbátrabb és legértelmesebb kiképzett fiatal fiúkból lehetettek. Athénnál ezzel szemben teljesen más volt a helyzet, a tudást nagyra tartották és ennek megfelelően minden képesség átadásához kialakították az oktatási intézményeket, amelyek a hellenizmus korában virágoztak. Athénnál találkozunk a paidagogosz szóval is, ő volt az a rabszolga, aki a gyermekeket elkísérte az iskolába, illetve mivel ő maga műveltebb volt az átlag rabszolgánál, ezért az otthoni tanulásban is segítette a gyermekeket. Az intézményeknél az elemi oktatásnál a grammatisztés vagy a didaszkalosz tanított a didaszkaleionban. Munkájáért fizetséget kapott, ami miatt igen kevésre becsülték a kor mentalitása miatt. Fizetését a tanítványainak számától függött, minél többen voltak, annál nagyobb volt a fizetsége. Szinte bárki lehetett grammatisztész, illetve didaszkalosz. Egyedül csak az alapvető ismereteket kellett tudnia, számolás, olvasás és írás. A középfokú oktatás a grammatikai iskolában a grammatikosz ('irodalomtanár') vezetésével folyt. Itt megkezdődött a klasszikus írók és költők műveinek elemzése.
Rómában a Kr. e. 300–146-os időszakban intézményesült az oktatás, ami hasonló volt a görögökéhez, ugyanis szinte teljes egészében átvették tőlük. A tanítók használnak a nevelés során testi fenyítést, segítenek a tanulásban a különféle módszerekkel. Itt érdemes megemlíteni Quintillianus pedagógiai elméletét, aki retorikai iskolákban oktatott és a császári udvarban nevelőként működött. Szónoki képzés tizenkét könyvében írja le elméleteit: Fontos nála, hogy a pedagógus művelt legyen, de ezenkívül a dajkának és az anyának vagyis a nevelőnek a szerepét is fontosnak tartja, náluk is fontos a műveltség megjelenése, ugyanis tőlük sajátítja el a gyermek a beszédkészség alapjait. A pedagógus feladatai közé tartozik a gyermek megfigyelése, aminél a veleszületett sajátosságokat összhangba kell hozni a tanítási módszerekkel. Az emlékezőtehetség fejlesztése fontos és tanulékony természet kialakítása. Érdemes megemlíteni, hogy Quintillianus fellép a testi fenyítés ellen, csak a legvégső esetben szabad használni. Ez utóbbi momentum abból a szempontból is fontos, hogy láthatóvá válik, hogy ugyan a legáltalánosabban elfogadott tényként a testi fenyítést jelen volt, mint nevelés eszközeként, de voltak kevesen akik ezzel nem értettek egyet és a későbbiek során ezek az alapgondolatok nagy hatással voltak a későbbi korszakok gyermeknevelésére, illetve más pedagógusok gondolataira is. Szent Ágostonnál is, aki jóval később a Kr. u. időszakban élt megjelentek hasonló gondolatok, a megfigyelés, a gyermek szeretete és ő is elítéli a testi fenyítést. Pedagógiai gondolataiban a kor eszménye is megjelenik, ugyanis ekkoriban állapították meg, hogy a gyermek eredendően rossz, de Szent Ágoston úgy látja, hogy megfelelő tanítással és neveléssel a gyermek jó útra terelhető, tehát a pedagógus egyfajta lelki pásztori szerepben is megjelenik.

### Középkor
Ebben az időszakban terjed el a klerikus műveltség, aminek hatására új iskolatípusok jönnek létre. Ilyen a plébániai iskolák, ahol a plébánia papjai tanítottak. Az ifjúságot maguk köré gyűjtötték, liturgikus könyvek olvasására tanították őket és gregorián énekekre. A székesegyházi iskolákban az egyház magasabb szintű terjesztése és védelme miatt magasabb képesítésű tanárokat és tudós férfiakat vettek fel pedagógusként.
A városok számára speciális intézményként jelent meg a városi plébániai iskolák, ahol az oktatók az iskolarektor volt (rector scholae, magister scholae). Többnyire egymaguk látták el valamennyi tanulócsoport oktatását, de a nagyobb városokban az énektanítás és a tanulók templomi szolgálatának megszervezése a kántor feladata volt. A felnőtt tanárok mellett több helyen segédtanítót (preceptor, informator, Geselle) alkalmaztak. Ezek nagyobb diákok voltak, akik a kezdők gyakoroltatásában segédkeztek. Az iskolarektor a plébános felügyelete alatt állott, javadalmazását az egyház látta el, de egyes városokban a városi tanács is juttatott számukra bizonyos pénzösszeget. Megbecsült állás volt a középkorban a városi iskolarektorság, az anyagi gyarapodás és a társadalmi tekintélyszerzés jó lehetőségét adta. Emellett az is jellemző, hogy a rektorok általában nem maradtak sokáig hivatalban. Gyakran más városban folytatták az iskolavezetést vagy a még jövedelmezőbb városi jegyzőséggel, illetve a papi hivatással cserélték fel a tanítást. Megtehették, hiszen iskolai végzettségük – az esetek többségében – ezt lehetővé tette számukra: a nagyobb városok vezetői ragaszkodtak hozzá, hogy az iskolamester az egyetemek bölcsészeti („ars”) fakultásán szerezhető baccalaureus vagy magiszter fokozattal rendelkezzen. Figyelemreméltó fejlemény, hogy a XIV–XV. században már többnyire világi férfiak, az ún. városi literátus réteg tagjai vállalkoztak iskolarektorságra.

### Humanizmus
A humanisták felléptek a középkori oktatás ellen és kritikájuk az alábbiak voltak: A testi fenyítés ellen való fellépés, az ostoba oktatók ne taníthassanak, mert ezzel az ifjúságot is megrontják. A lexikális magolás helyett inkább a logikus gondolkodást sajátíttassa el az oktató a tanítványaival. Jelentős képviselői közé tartozott Rotterdami Erasmus, Joan Luis Vivés, François Rabelais, Michel de Montaigne. Rotterdami Erasmus a pedagógus egyik legfontosabb feladatának azt tartotta, hogy figyelje meg a gyermekkor sajátosságait és ehhez igazítva igyekezzen kialakítani egy olyan oktatási és nevelési módszert, ami megfelel ezeknek a sajátosságoknak. Juan Luis Vivés úgy tartotta, hogy az oktatásnak a nevelés végső céljára kell irányulnia. Pedagógiai eszménye az hogy, az egészséges, edzett testű, klasszikus nyelvekben és természettudományokban egyaránt jártas, erkölcsileg érett, világban érvényesülni tudó, őszinte, bensőséges vallásos hitű embert neveljenek a pedagógusok. Szükségesnek tartja, hogy a nevelő tervszerűen tanulmányozza a gondjaira bízott minden egyes gyermek képességeit, hajlamait, jellemvonásait – ezzel a pszichológiai szempont érvényesítésének indokoltságát fogalmazza meg elsőként a nevelés történetében. A nevelő akkor jár el helyesen, ha módszereit, nevelési eljárásait a gyermek egyéni sajátosságaihoz hangolja. Elítéli a tanárokat, akik kizárólag fenyegetéssel és „sűrű ütlegekkel” akarnak eredményt elérni, de a testi fenyítéket – a „fenyegetésre nem hajló” gyerekek esetében – mégis megengedhetőnek tartja. A gyermekek megfigyelése ne ötletszerű akció legyen, hanem folyamatos pedagógiai tevékenység. Az összegyűjtött ismeretanyagot a tanárok osszák meg egymással. Francois Rabelais a nevelésnél a természet közelségét fontosnak tartotta, mint ahogy a későbbiek során Rousseaunál is látni fogjuk. A jó kapcsolatot rendkívül fontosnak tartja a pedagógus és tanítványa között, ami abból a szempontból is érdekes, hogy a mai pedagógus szerepeknél egyfajta fontos kritériumként jelenik meg. A testedzést fontosnak tartja és az elmélet gyakorlati megvalósítását. Michel de Montaigne a lexikális tudás, konkrétan a különféle „értelmetlen” memoriterek ellen lép fel. A pedagógusnak az lenne a legfontosabb feladata, hogy a gyermeket gondolkodni tanítsa meg és ne eltompítsák tudását. Kritizálja azokat a pedagógusokat, akik nem is értenek a szakmájukhoz és többet ártanak a gyermeknek, mint használnának. Ezekből láthatjuk, hogy a középkor vége felé egyfajta jelentős átalakulás megy végbe a pedagógusok feladata kapcsán. A középkorban gyakoriak voltak a nem szakszerű pedagógusok, akik nem értenek feladatukhoz, persze elsősorban utólag a humanisták tartották ezt róluk, a középkori eszmék szerint megfelelően végezték az ún. „oda nem illő” pedagógusok a feladatukat. A humanisták azért is nagyon fontosak a pedagógusok kapcsán, mert egységes összefüggő rendszerben ők fogalmazták meg azokat a liberális alapokat, amelyek a későbbi korokban tovább kezdtek el virágozni és emberségesebb kapcsolat alakult ki a pedagógus és diákja között.

### 17-18. század
A 17. század az oktatástörténetnél egyfajta átmeneti időszaknak tekinthető, ugyanis ekkor a szülők és nevelők közelebb kerülnek a gyermekeikhez és ez az oktatásban is megnyilvánul. Fontossá válik az, hogy a pedagógus ne csak tanítsa a gyermeket, hanem szeresse is, ne eszközként tekintsen rá, hanem emberként. Johannes Amos Comenius fogalmazta meg először azt, hogy szükség van pedagógusokra, konkrétan olyan személyekre, akik értenek a gyermekneveléshez. Ezt lehetőleg érdemes nyilvános oktatás keretein belül megvalósítani, tehát az államnak fontos feladata lesz abban, hogy az oktatásban és nevelésben segédkezzen és olyan pedagógusokat neveljenek ki, akik egy egységes nevelési és tanítási rendszert biztosítanak a diákok számára. Magyar viszonylatok terén is tudunk ebből a korszakból jeles gondolkodók elméleteit és munkáit megemlíteni. Ide tartozik Apáczai Csere János, aki a Magyar encyclopaedia 10. részében tér ki, mit is vár el a tanítótól. Fontosnak tartja, hogy a pedagógus erkölcsösen éljen, megfelelő tudást birtokoljon, amelyet át is ad diákjainak. Fontos, hogy tanítványait szeresse és erkölcsre nevelje, illetve az Isten iránti szeretet és annak megismertetése a diákokkal szintén fontos momentum Apáczainál.
Pázmány Péter a hagyományos tekintélyelvű nevelést hirdeti, úgy gondolja, hogy a tekintély és szeretet megfelelő ötvöző ereje a legmegfelelőbb a keresztény nevelésnél. Láthatjuk, hogy ebben az időszakban a keresztény nevelésnek rendkívül fontos feladata, ez adja egyfajta magját az oktatásnak és ebből adódóan az oktatók nagy része is keresztény erkölcsös személynek tekinthető. A jelentős változás a 18. században, a felvilágosodás időszakában jelentkezik, amikor a liberalizmus és deizmus előtérbe kerül, ami nagy hatással van a pedagógus szerepkörére is. A deizmus kapcsán egyből megjelenik az, hogy a keresztény tanítást felváltja a világi tanítás. Ebben az időszakban John Locke, Jean-Jacques Rousseau, Helvetius nevét érdemes megemlíteni. John Locke elsősorban az arisztokrata gyermekek neveléséről ír, aminél a magántanítók szerepét hangsúlyozza. Számára az ideális pedagógus az a személy, aki „okosan formálja lelkét” a gyermeknek, meg tudja óvni ártatlanságát, ápolni és fejleszteni tudja tulajdonságait és ki tudja irtani belőle a rosszakat.
Jean-Jacques Rousseau a pedagógus feladatának nem azt tartja, hogy növendéke fejét „teletöltse tudománnyal”. Mindenekelőtt alkalmassá kell tennie őt a nevelésre, s ehhez először is ügyelnie kell arra, hogy a gyermek spontán fejlődése zavartalan legyen. Vigyáznunk kell a gyermekre „az első pillanattól kezdve, hogy világra jött”, azért, hogy „eredeti formáját” megőrizhesse. Ennek a formának, azaz: a gyerekben szunnyadó lehetőségeknek, erényeknek a kibontása a nevelőre vár. Rousseau nevéhez köthető a negatív nevelés is: Ez egy olyan nevelés, „amely tökéletesíteni akarja szerveinket, ismereteink eszközeit, mielőtt ismereteinket megszereznénk, és amely a szervek gyakorlásával készít elő az értelemre. A negatív nevelés nem ad erényeket, de megóv a bűnöktől, nem tanít meg az igazságra, de megóv a tévedéstől; alkalmassá teszi a gyermeket mindarra, ami majd az igazsághoz vezetheti, amikor már képes lesz megérteni, és a jóhoz, amikor már képes lesz szeretni.”
A nevelés teszi az embert azzá, ami – hirdeti Helvetius. Az ész, az erény és a tehetség mind a nevelés eredménye. Ebből arra következtet, hogy nemcsak az egyes ember, hanem a tágabb közösségi körök, a nemzetek boldogulása is a neveléstől függ. S ha ez így van, akkor a felvilágosult államnak joga és kötelessége a nevelés tartalmának és szervezeti kereteinek meghatározása. Az állam tehát illetékes a köznevelés, a közoktatás kérdéseiben.

### 19. század és a pozitivizmus
A pedagógia ebben a korszakban válik önálló tudományággá, illetve a pedagógus fogalom jelentésével is ebben a korszakban kezdenek el jobban foglalkozni. A tanítás és nevelés önálló tudományágként kezd el megjelenni. Jelentős képviselői: Ernst Christian Trapp, August Hermann Nemeyer Franke, Vinzenz Eduard Milde, Herbart. Elsősorban a pedagógia, mint tudomány fogalmával foglalkoznak, magát a pedagógust és szerepét nem említik meg. Ennek ellenére mégis fontos személyek, ugyanis a pedagógia tudomány kialakulása lerakja azokat az elméleti alapokat, amelyek a későbbi korokban jelentősen meghatározzák majd a pedagógus feladatát. Ez az időszak abból a szempontból is fontos, hogy ekkor jelentkezik a pozitivizmus, amelynek képviselői a pedagógus szerepét abban határozzák meg, hogy egy olyan személy legyen, aki a társadalomban való beilleszkedéshez megfelelő nevelést biztosít a gyermekek számára. Jeles képviselői: Auguste Comte, Herbert Spencer, Alexander Bain

### 20. század, pedagógusszerep elméletek
A pedagógusszerep napjainkban egy rendkívül komplex feladatnak tekinthető, amivel többen is foglalkoztak a 20. század elején, illetve napjainkban is. Különféle elméleteket állítottak fel a pedagógusszereppel kapcsolatosan, amely egyben lefedi a pedagógusnak a feladatát is.
Riesman a tanárszerep változásairól ír, főleg amerikai modell alapján dolgozott. A 20-as évektől az 50-es évekig a pedagógus és diákok között nem jött létre komolyabb kapcsolat, a pedagógusok nem játszottak szerepet abban, hogy az ízlés és kortárs csoporton belüli kapcsolatokat társadalmasítsák. Ezenkívül a diákoknál nincs meg a kellő motiváció sem az intellektuális tartalmak iránt, ami annak is köszönhető, hogy a pedagógusok nem segédkeztek ebben. Az 50-es évektől ebben jelentős változás történik, a pedagógusnak fontos szerepe lesz abban, hogy motiválja a diákokat és megértesse velük, hogy mennyire fontos szerepük van abban, hogy a közösségben milyen szerepet töltenek be.
Lange-Garritsen a pedagógus szerepeinél a tanuló tanár viszonyát érinti elsősorban. A 60-as évekig az iskola egyfajta belső világot alakított ki, saját normarendszerrel, ahol nagyhatalma volt a pedagógusnak és igazgatónak. A 60-as évek után jelentős változások jelentek meg, ami főleg a pedagógus feladataiban jelenik meg. A pedagógusnak többféle szerepet kellett elsajátítania szakmáján belül. Kolléga szerep: A pedagógus a többi pedagógussal összehangolva igyekszik dolgozni, így a diákoknak egy egységesebb tudást tudnak átadni. Ezen kívül a szülőkkel, diákokkal, felettesekkel folytatott interakciók során is megragadható a szerepük komplexitása. Fontos még a hivatalnoki és nyilvános szerep is, ugyanis a közéletben való részvétel egyfajta követelménynek tekinthető a pedagógusnál.

## A pedagógus feladata és szerepe napjainkban
A pedagógus feladata rendkívül bonyolultnak tekinthető, ami a szerepének a sokszínűségéből is adódik. A pedagógus személyében ugyanis a szerep és személye közötti ellentétek erőteljesebben jelennek meg, ugyanis nem elég csupán a szakképzettség a munkája elvégzéséhez, hanem az egész lényét bele kell adnia. Ezek alapján különböző típusú pedagógusokat lehet megkülönböztetni, akik más és más módszerrel nevelnek, illetve oktatnak. A különböző szerepek azt is eredményezik, hogy másfajta viszony alakul ki a pedagógus és diákjai között. A pedagógusok sokszínűségét sokan támogatják, köztük Alain, Mihály Ottó, André de Peretti. Úgy gondolják, hogy egy demokratikus társadalomban elengedhetetlen a pedagógusszerepek sokszínűsége. Természetesen nyilván vannak ezen a szerepen belül olyan momentumok, amelyek nem működőképesek és nem várható el egy pedagógus feladatától, de ennek a szelektálását a szakmai közvélemény megvalósítja és végül csak a legideálisabb szerepek maradnak meg. Ezzel kapcsolatosan érdemes megemlíteni pár elméletet, hogy milyen pedagógus típusokat különböztethetünk meg. Caselman feladatcentrikus vagy gyerekcentrikus tanárt különböztet meg elméletében. A feladatcentrikus elsősorban tantárgyára koncentrálja a diákokat, míg a gyerekcentrikus többet foglalkozik a diákok lelki világával és a nevelésnek is nagyobb jelentőséget tulajdonít. Kuzmina mester, majdnem mester és nem mester pedagógust különböztet meg. Elsősorban a szakképzettségük minősége alapján tesz különbséget közöttük. Anderson uralkodó, együttműködő pedagógustípus. Ez megegyezik a tekintélyelvű, illetve a demokratikus pedagógusi nevelési stílusokkal. Általában a demokratikust szokták sokan pártolni, mert így a diáknak több joga van, illetve aktívabban is részt tud venni az órákon, de ennek ellenére sokszor elkerülhetetlen az autoriter stílus, aminél a pedagógus irányítja teljes egészében az óra menetét. A Tausch házaspár távolságtartó, felelőtlen, unalmas pedagógusszerepet említ. Elsősorban negatív oldaláról vannak megközelítve ezek a szerepek, teljes képet nem kaphatunk mindegyik pedagógusszerepről. Ungárné Komoly Judit agresszív, restriktív, kooperatív, inerciás, indifferens szerepeket különböztet meg. Mindegyik szerepnél fontos megemlíteni, hogy elsősorban az olyan demokratikus pedagógusszerepet tartják ideálisnak, amely jó és közvetlen kapcsolatban van a diákokkal és szülőkkel egyaránt. Igyekeznek az oktatásban olyan módszert alkalmazni, amely lehetővé teszi a diák számára az interaktivitást, ami sok esetben abban nyilvánul meg, hogy a tanár és diák egyfajta beszélgetőpartnerré alakul. Ugyan a tekintélyelvű oktatásnál is van interaktivitás, de ott elsősorban a pedagógus a kérdező és a diák vagy tudja a helyes választ vagy nem, ennél a nevelési módszernél nincs lehetőség arra, hogy a különféle kooperatív tevékenységeket kipróbálhassák. A pedagógusnál fontos, hogy bizonyos szintű pszichológiai ismeretek birtokában is legyen, ugyanis ez elengedhetetlen ahhoz, hogy a gyermekek lelkivilágát megértsék, illetve ennek segítségével motiválják a diákokat a tanulásra, illetve a tanulás szeretetére. Ezekből adódóan egyre inkább előtérbe kerül az az elmélet, amely az oktatást alárendeli a nevelésnek, aminél fontos, hogy a pedagógus értékközvetítés útján közösségi tapasztalatszerzésre ösztönözze a diákokat, illetve az is a nevelés része, hogy a diákot megszerettetik a tanulással és rávilágítják a képességeikre.

## A pedagógusszerep megváltozása, módosító tényezők
A pedagógust rengeteg momentum befolyásolja munkája során, illetve olyan módosító tényezők is jelen vannak, amelyek nagyon rövid idő alatt megváltoztathatják azokat az elméleteket, amelyeket a pedagógus szerepeiről állítottak fel napjainkra. Ilyennek tekinthető a technológiai fejlődés is, aminél felmerül az a fontos kérdés, hogy vajon a számítógép átveszi-e a pedagógusnak a szerepét. Ezzel kapcsolatosan már fogalmaztak meg különböző szerepeket, vannak az elvi technológiai ellenesek, akik teljes mértékben elutasítják a számítógépet az oktatásban. Sokszor konzervatív elveik miatt, de sok esetben az is előfordul, hogy a számítógép iránti szakképzetlenségük vezeti rá őket arra, hogy teljes mértékben elutasítóak legyenek. A formálisan elfogadó egyfajta arany középútként jelenik meg, az alapmódszerei megmaradnak, a technológiát kiegészítőként használja. Itt gondolhatunk arra, hogy különféle képeket vetít ki az órái során, esetleg számítógépen található videóval teszi érdekesebbé az óra menetét. A technicista túlkapás jóformán már nem is tekinthető pedagógus szerepnek, ugyanis ekkor a pedagógus teljesen átadja magát a technológiának, ez átveszi a szerepét. A technológia tanít és a pedagógus csupán ezt a technológiát irányító személlyé alakul át. Sok pedagógus van, akik túlságosan autonóm szerepben vannak, kreatívak és egy egyedi tanítási módszerrel akarnak egyfajta reformot vinni az oktatásba. A központi oktatástól általában teljesen eltérnek, aminek több negatív oldala is van. Egyrészt a diák az érettségin nem tud teljes mértékben megfelelni, ugyanis egy olyan tudást sajátított el, ami ugyan hasznos, de az érettségi szempontjából elképzelhető, hogy nem megfelelő. Ezenkívül az autonóm pedagógusok gyakran szembekerülnek az oktatási központtal. Mivel ez hátrányosan érinti őket, emiatt sokan inkább betagozódnak. Egy-egy pedagógusszerepre módosító tényező lehet a pedagógusnak a neme. A nőknek az aránya az utóbbi időben jelentősen megnőtt. Ők másképpen állnak a diákokhoz valamelyest, mint férfi kollégáik, ugyanis sokkal személyesebb kapcsolatot építenek ki tanítványaikkal, sokszor anyaszerepet vesznek fel. Érdemes még megemlíteni a pedagógus életkorát is, illetve iskolai elhelyezkedését. Az életkornál gyakran találkozunk azzal, hogy az idősebb pedagógusok a régebbi módszereket használják, főleg tekintélyelvű módszereket. A fiatalabb pedagógusok pedig demokratikusabb módszert igyekeznek kialakítani. Itt fontos megemlíteni, hogy nem minden esetben valósulnak meg ezek a momentumok, ugyanis maga a pedagógus személye a legfontosabb, ebből adódóan egy fiatal pedagógus is alakíthat ki tekintélyelvűséget, illetve egy öregebb pedagógus is demokratikusabb formát. Az iskolai elhelyezkedésnél általában a magasabb iskolai intézményben elhelyezkedő pedagógus nagyobb tekintélynek örvend, ami a fizetésében is megnyilvánul.

## Magyarországi viszonylatok
Az államszocializmus idején a rendszernek megfelelő gyermekeket akartak nevelni a jövő nemzedékének, ebből adódóan a pedagógusnak elsődlegesen ez volt a feladata. A 90-es évektől jelentős változás történik: a gyerekszemlélet megváltozik, a gyermek él, nem az életre készül, nem tantárgyat tanítunk, hanem gyereket. Ezek az elméletek vezettek ahhoz, hogy az autoriter oktatási formát felváltotta a demokratikus, ennek következtében a pedagógusok közvetlenebb viszonyt alakítottak ki a diákokkal. A legtöbben a pedagógusszerepek sokféleségét támogatják, ami egy demokratikus társadalomban elengedhetetlen.
Ungárné dr. Komoly Judit műhelybeszélgetések és kutatások kapcsán az alábbi tényezőket állapította meg arról, hogy mit várnak el a diákok egy pedagógustól: a pedagógus legyen határozott, következetes, a diáktól sokkal többet tudjon, jó vezető legyen, legyen tekintélye, a diákok számára legyen példaértékű. Ez nagy felelősséget jelent, ami személyesen is érinti magát a pedagógust.
Kériné Sós Júlia elsősorban a különféle pedagógusok közötti különbségeket vizsgálta, amit elsősorban a különböző fizetések kapcsán lehetett megállapítani. Az általános iskolai pedagógus keresi a legkevesebbet, a középiskolai valamivel többet, míg az egyetemi kapja a legtöbbet. Minél magasabb szinten tanít a pedagógus, annál inkább elvárjuk tőle, hogy a tantárgyát, illetve tudományterületét minél jobban ismerje.

### Felhasznált szakirodalom
- Zrinszky László: Pedagógusszerepek és változásaik, Megtalálható: Új Pedagógiai Közlemények, Az Eötvös Loránd Tudományegyetem Bölcsészettudományi kara, Neveléstudományi Tanszék kiadványai, Budapest, 1994
- Mészáros István, Németh András, Pukánszky Béla: Neveléstörténet, Bevezetés a pedagógia és az iskoláztatás történetébe, Osiris Kiadó, Budapest, 2004
- Czike Bernadett: A pedagógusszerep változása, Alternatív és nem alternatív iskolák összehasonlítása, Eötvös József Könyvkiadó, Budapest, 2006
- N. Kollár Katalin, Szabó Éva: Pszichológia pedagógusoknak, Osiris Kiadó, Budapest, 2004
- Görög művelődéstörténet, szerk: Németh György, Ritoók Zsigmond, Sarkady János, Szilágyi János György, Osiris kiadó, Budapest, 2006
- Hegyi Dolores, Kertész István, Németh György, Sarkady János: Görög történelem, A kezdetektől Kr. e. 30-ig, Osiris Kiadó, Budapest, 2006